# Jüdischer Friedhof (Fürstenau)

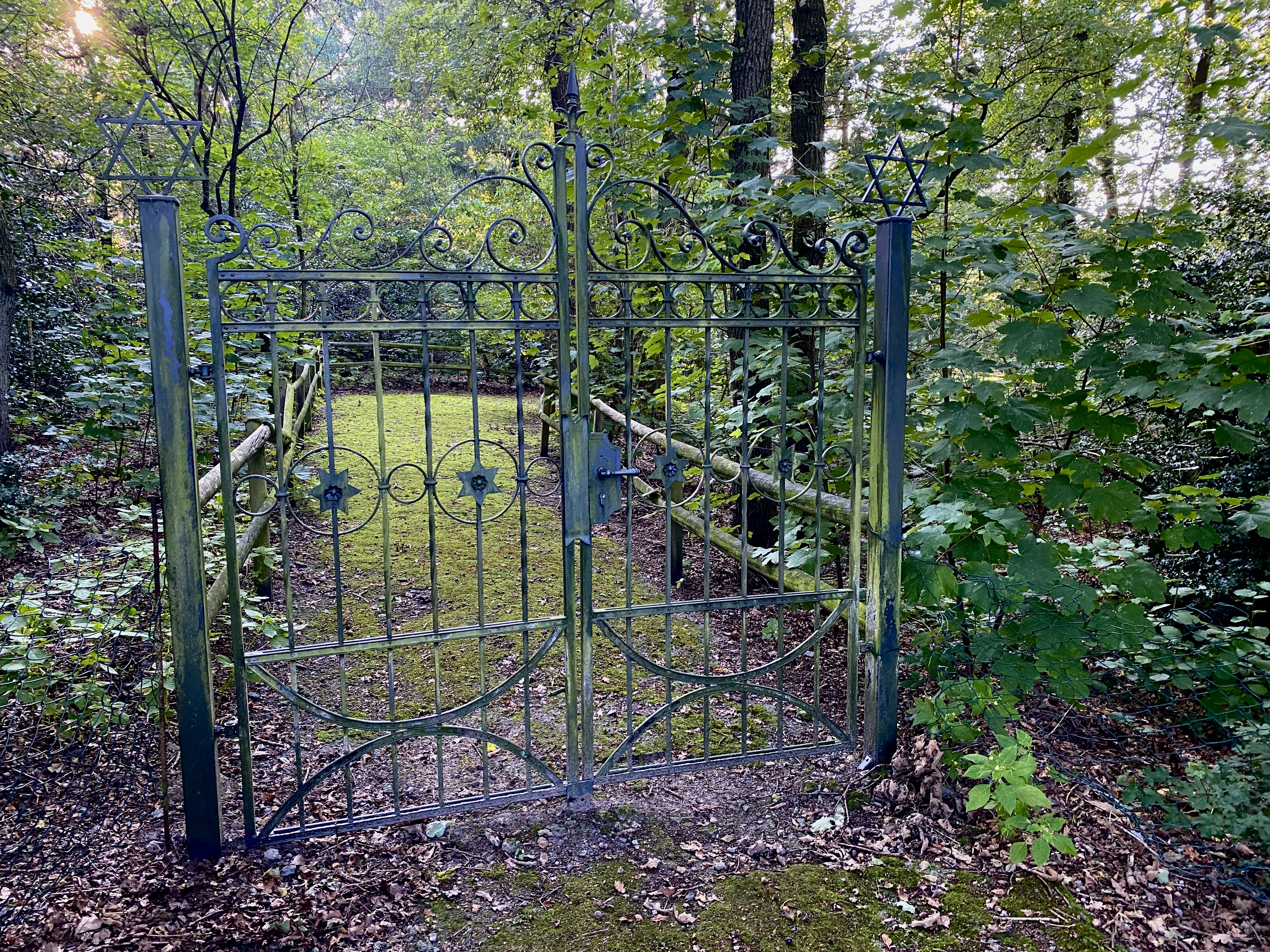
Eingang zum jüdischen Friedhof in Fürstenau

Der jüdische Friedhof Fürstenau liegt Am Stadtfriedhof in der Stadt Fürstenau im niedersächsischen Landkreis Osnabrück.

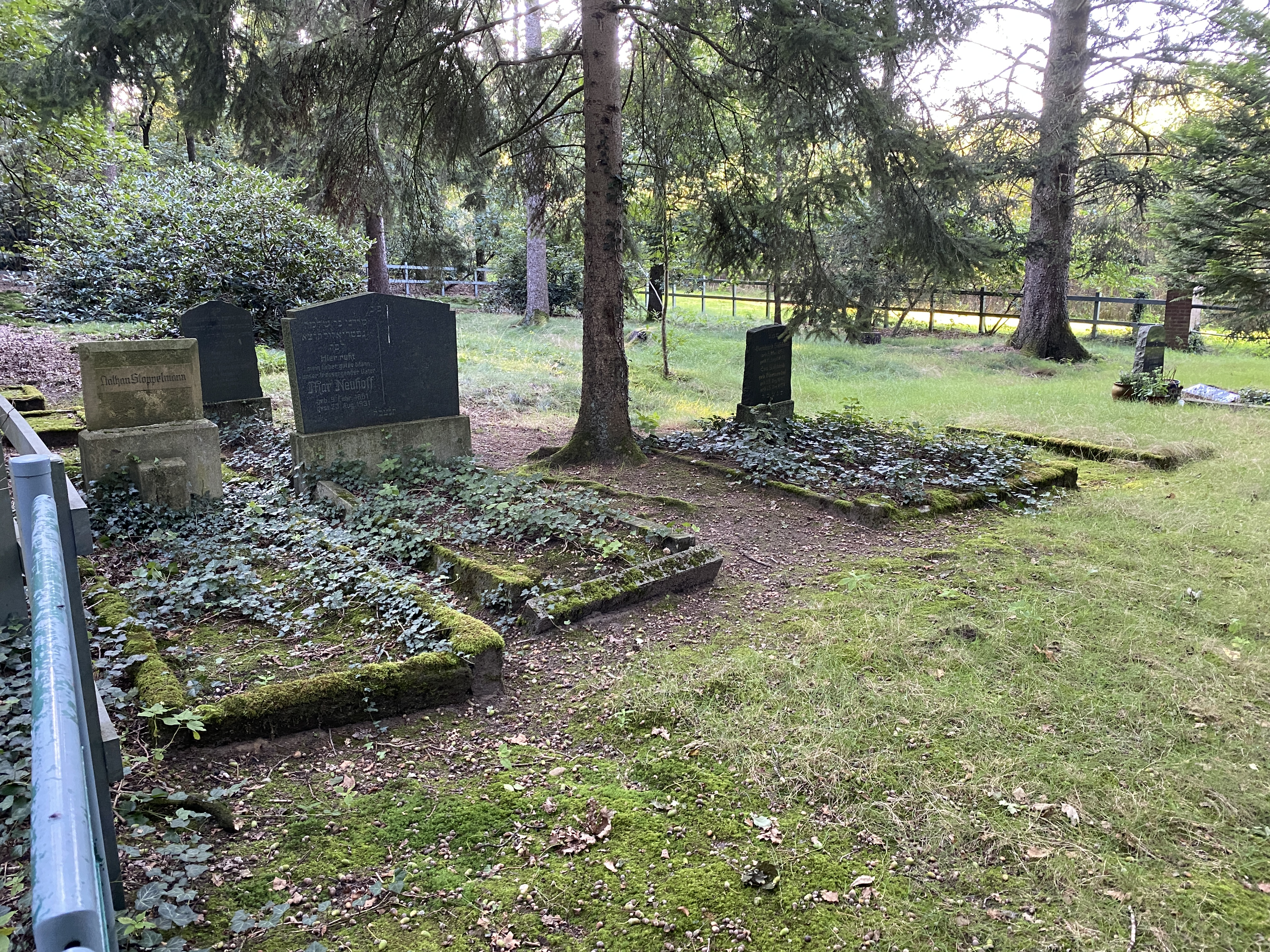
Grabstätten auf dem jüdischen Friedhof in Fürstenau

Der Friedhof wurde von 1929 bis 1938 belegt. Auf ihm befinden sich noch vier Grabsteine (Stand: Januar 2015).